# Тикнер, Чарльз
Чарльз Фредерик Ти́кнер (англ. Charles Frederick Tickner, родился 13 ноября 1953 года в Лафайетт штат Калифорния, США) — фигурист из США, бронзовый призёр зимней Олимпиады 1980 года, чемпион мира 1978 года, четырёхкратный чемпион США в мужском одиночном катании.

## Биография
В соревнованиях Тикнер начал участвовать относительно поздно — в 18 лет. С 1974 года участвовал в чемпионатах США. На чемпионате мира дебютировал в 1977 году, где занял высокое 5-е место. В 1978 году стал вторым американцем, после Тима Вуда, завоевавшим титул чемпиона мира. После Олимпиады 1980 года перешёл в профессионалы, выступал в «Айс Кэйпедис». Женат, имеет трёх сыновей. Проживает в Калифорнии.

## Спортивные достижения
| Соревнования/Сезоны | 1974 | 1975 | 1976 | 1977 | 1978 | 1979 | 1980 |
| ------------------- | ---- | ---- | ---- | ---- | ---- | ---- | ---- |
| Зимние Олимпиады    |      |      |      |      |      |      | 3    |
| Чемпионаты мира     |      |      |      | 5    | 1    | 4    | 3    |
| Чемпионаты США      | 3    | 3    | 4    | 1    | 1    | 1    | 1    |